# Adelaide (stacja kolejowa)
Adelaide (ang: Adelaide Railway Station) – główna stacja kolejowa w Adelaide, w stanie Australia Południowa, w Australii. Znajduje się w północnej części North Terrace, na zachód od Parliament House. Adelaide Casino jest w części budynku, które nie jest już częścią stacji.
Wszystkie linie wchodzą do stacji od zachodu, i jest to stacja czołowa. Prawie wszystkie pociągi na sieci miejskiej zaczynają lub kończą tu bieg. Ma dziewięć peronów, wszystkie z szerokiego toru. Do 1984 Adelaide była stację końcową dla stanowych i międzystanowych pociągów pasażerskich, ale nie ma już regularnych przewozów kolejowych w Południowej Australii i wszystkich usług międzystanowych są standardowej szerokości toru ze stacji Adelaide Parklands Terminal.
Dzisiaj obsługuje około 40 000 każdego dnia tygodnia. Połowa z tych osób jest w czasie porannych i popołudniowych godzinach szczytu. Darmowe tramwajowe i autobusowe usługi są dostępne z North Terrace na zewnątrz stacji i zapewniają łatwy dostęp do innych części miasta.